# Lucia i seks
Lucia i seks (hiszp. Lucía y el sexo) – hiszpańsko-francuski dramat filmowy z 2001 roku w reżyserii Julio Medema. Obraz był filmowym debiutem odtwórczyni głównej roli, Paz Vegi, która za swoją kreację otrzymała kilkadziesiąt nagród w Hiszpanii i za granicą, w tym Nagrodę Goya dla największego aktorskiego odkrycia roku.
Zdjęcia kręcono w Madrycie oraz na wyspach Fuerteventura i Formentera.

## Fabuła
Młoda dziewczyna, Lucía (Paz Vega), jest kelnerką w jednej z madryckich restauracji. Rozmawia przez telefon ze swoim chłopakiem Lorenzo (Tristán Ulloa) m.in. o ich ostatniej kłótni. Jako że oboje zmagają się ze złym nastrojem, wraca do domu, by go pocieszyć, jednak zastaje puste mieszkanie. Znajduje w nim notkę samobójczą, odbiera także telefon od policji, jednak bojąc się usłyszeć złą wiadomość – rzuca słuchawką. Policja oddzwania, jednak Lucía nie odbiera, pakuje walizkę i wybiega z mieszkania. Wyrusza na małą wyspę na Morzu Śródziemnym, o której wielokrotnie rozmawiała z Lorenzo.
Sześć lat wcześniej: Lorenzo uprawia seks w morzu z przygodnie poznaną mężatką o imieniu Elena. Rozstają się, nie oczekując, że jeszcze kiedykolwiek się zobaczą. Tymczasem wkrótce potem Elena dowiaduje się, że jest w ciąży. Próbuje odnaleźć Lorenzo, jednak wie o nim tak niewiele, że jej wysiłki skazane są na niepowodzenie.
Później: Lorenzo w restauracji omawia swój kryzys twórczy ze swoim agentem literackim. Przerywa, by wyskoczyć po papierosy, gdy jego uwagę przykuwa Lucía siedząca po sąsiedzku. Lucía prosi go o rozmowę i ten przysiada się do niej. Lucía oświadcza mu, że odkąd przeczytała jego ostatnią książkę śledzi go i zakochała się w nim bez pamięci. Wkrótce potem Lucía wprowadza się do niego.
W kolejnych ujęciach przeplatają się przyszłe i przeszłe losy bohaterów filmu, a także bohaterów powieści, nad którą pracuje Lorenzo. Związek Lucíi i Lorenzo zacieśnia się, jednocześnie jednak nie mija jego kryzys twórczy i pisarz jest zmuszony kilkukrotnie prosić wydawcę o przesunięcie terminu dostarczenia gotowego dzieła.
Mija około sześciu lat. Lorenzo dowiaduje się, z przygodnego seksu z Eleną narodziła się córka, którą zaczyna odwiedzać w jej szkole. Tak poznaje jej opiekunkę, Belén. Ta mówi Lorenzo, że jej matka jest byłą aktorką porno i ma nowego, seksownego chłopaka. Jednocześnie wyjawia mu swoje fantazje erotyczne i uwodzi go. Lorenzo wykorzystuje te opowieści, jak również swoje fantazje na temat Belén i jej matki w swojej książce. Lucía czyta nowe fragmenty, ale uznaje je za fikcję. Jednocześnie Lorenzo nie wyjawia nikomu informacji o swojej córce, nie próbuje też kontaktować się ani z nią samą, ani z jej matką.
Belén flirtuje z Lorenzo i zaprasza go do domu Eleny pod jej nieobecność. Lorenzo czyta swojej córce bajkę na dobranoc, a po jej uśpieniu – uprawia seks z Belén w sąsiednim pokoju. Wtem Luna kopie w drzwi sypialni, co płoszy należącego do chłopaka Eleny rottweilera. Ten rzuca się na dziewczynkę i ją zagryza. Belén truchleje, a Lorenzo ucieka z miejsca zdarzenia – i wpada w głęboką depresję.
Ton powstającej książki Lorenzo zmienia się na znacznie mroczniejszy, pełen wyuzdanego seksu i śmierci. Także jego związek z Lucíą coraz bardziej szwankuje przez jego poczucie winy i niemożność opowiedzenia jej o swoich przeżyciach. Wkrótce Lorenzo kontaktuje się z Eleną, nie wyjawiwszy jej swojej prawdziwej tożsamości. Elena po śmierci córki wyprowadziła się na wyspę, gdzie wspomina lepsze czasy. Lorenzo wysyła jej miłe opowiadanie o dziewczynce uwielbiającej pływać, by nieco poprawić jej nastrój.
Film wraca do współczesności. Lucía na wyspie poznaje nurka o imieniu Carlos, a wkrótce także jego znajomą, Elenę, która w tym czasie prowadzi na tej samej wyspie zajazd. Lucía wynajmuje w nim pokój, a wkrótce obie kobiety zaprzyjaźniają się ze sobą, początkowo nie wiedząc, co tak naprawdę je łączy. Jednak gdy Lucía wspomina, że jej dawny chłopak Lorenzo bywał na wyspie dawno temu, Elena domyśla się szczegółów. Lucía ogląda zdjęcie Luny, na którym ta bardzo przypomina ojca, przypomina sobie o tym, że czytała o niej w powieści Lorenzo i także domyśla się reszty.
Wydawca Lorenzo odwiedza go w szpitalu, dokąd odwieziono go po jego nieudanej próbie samobójczej i gdzie ten spędził kilka tygodni. Lorenzo dopytuje się o Lucíę, jednak wydawca mówi mu, że wydaje mu się, że umarła. Lorenzo domyśla się jednak, że wyjechała na wyspę i uprasza wydawcę, by go tam przetransportował. Gdy Elena i Lucía dowiadują się, że Lorenzo żyje, wszyscy troje odkrywają ostatecznie wszystkie zawiłości swoich splątanych losów.

## Scenariusz
Krytyka zwracała uwagę na fakt, że fabuła filmu nie jest linearna, a wątki realistyczne przeplatane są scenami surrealistycznymi i onirycznymi, przywodzącymi na myśl wczesne filmy Davida Lyncha.

## Dystrybucja
Film rozpowszechniała we Włoszech firma Fandango. Do kin trafił w wersji nieocenzurowanej, jednak ze względu na kilka scen erotycznych opatrzony był kategorią dla widzów pełnoletnich. W telewizji wyświetlano wersje nieznacznie skrócone o te właśnie sceny. 115-minutową wersję wyemitowano m.in. w ogólnokrajowych telewizjach na platformie Mediaset oraz na płatnym kanale Sky cinema.

## Odbiór

### Krytyka
Film został przyjęty przez krytykę ogólnie dobrze. Szczególnie podkreślano wysoką jakość gry aktorskiej Paz Vegi. W serwisie Rotten Tomatoes film otrzymał ocenę 71 procent i 6,5/10 punktów na podstawie 69 recenzji. W jednozdaniowym podsumowaniu recenzji serwis uznaje, że spomiędzy niepotrzebnej nagości wyziera film złożony i wizualnie olśniewający. Z kolei serwis Metacritic podsumowujący publikowane w tradycyjnych mediach recenzje dał filmowi 65/100 punktów.

### Nagrody
Źródło: Internet Movie Database
- Premio Goya – nominacje:
  - Mejor Actor Principal (najlepszy aktor pierwszoplanowy) dla Tristána Ulloa,
  - Mejor Fotografía (najlepsze zdjęcia) dla Kiko de la Rica,
  - Mejor Director (najlepszy reżyser) dla Julio Medem,
  - Mejor Montaje (najlepszy montaż) dla Iván Aledo
  - Mejor Película (najlepszy film),
  - Mejor Guión Original (najlepszy scenariusz oryginalny),
  - Mejor Sonido (najlepszy dźwięk),
  - Mejor Actriz de Reparto (najlepsza aktorka drugoplanowa) dla Eleny Anaya i Najwy Nimri.
- Premio Goya – nagrody:
  - Mejor Actriz Revelación (najlepsza aktorka – objawienie) dla Paz Vegi,
  - Mejor Música Original (najlepsza muzyka oryginalna) dla Alberto Iglesiasa.